# Hydriomena olivata
Hydriomena olivata är en fjärilsart som beskrevs av Wright 1916. Hydriomena olivata ingår i släktet Hydriomena och familjen mätare. Inga underarter finns listade i Catalogue of Life.